# 運転安全規範
運転安全規範（うんてんあんぜんきはん）は、日本の鉄道事業者において、「運転の安全の確保に関する省令」に基づいて制定された社内規程である。大体の構成として安全綱領と一般準則10か条から成り立っている。これは同省令の第2条を準用したものであることが多い。

## 安全綱領

### 日本国有鉄道が定めた安全綱領
一般準則10か条を要約したものであり、日本国有鉄道（国鉄）ではこれがそのまま掲げられていた。田川正則によれば、太平洋戦争終戦後、劣悪な設備で多くの輸送需要に応えた国鉄では、事故が多発した際、GHQより、「従事員の適否を確認し、且つ規程の厳守を常に知らしめること」（1949年4月8日）という勧告がなされた。また、1951年には桜木町事故も発生した。これらを契機に運転適性検査の導入と並行して同年7月2日、運輸省令第55号として「運転の安全の確保に関する省令」が定められ、安全綱領がそこに明記された。なお、安全綱領は国鉄では総裁達として全職員が対象であった。
1. 安全は輸送業務の最大の使命である。
2. 安全の確保は規程の遵守及び執務の厳正から始まり不断の修練によって築き上げられる。
3. 確認の励行と連絡の徹底は安全の確保に最も大切である。
4. 安全の確保のためには職責をこえて一致協力しなければならない。
5. 疑わしい時は手落ちなく考えて最も安全と認められるみちを採らなければならない。

　　　JR東日本の場合は、「疑わしい時はあわてず、自ら考えて、最も安全と認められるみちを採らなければならない」
　　　JR九州の場合は、「判断に迷った時は、最も安全と考えた行動をとらなければならない。」
かつて、『交通新聞』では一面題字の下に「日本国有鉄道安全綱領」としてこの綱領が書かれていたが、1970年代半ばのデザイン刷新の際に取り止められた。
北海道旅客鉄道（JR北海道）、東日本旅客鉄道（JR東日本）、東海旅客鉄道（JR東海）、四国旅客鉄道（JR四国）、九州旅客鉄道（JR九州）のように現在は多くのJR旅客鉄道が国鉄時代の綱領を採用している。なお、JR東日本、JR九州では一部の文章が修正されているほか、JR九州では2021年4月より表現を見直し、従来の5項目から4項目とされている（下記参照）。
安全の綱領
安全は、私たちの最大の使命である。
1. 安全の確保は、規程の遵守及び服務の厳正に始まり、たゆまぬ努力で築きあげられる。
2. 確認の励行と連絡の徹底は、安全の確保に最も大切である。
3. 安全の確保のためには、職責を超えて一致団結しなければならない。
4. 判断に迷った時は、最も安全と考えた行動をとらなければならない。

また、JRグループであるJRバス各社においても採用されている。
鉄道関係以外の企業でも国鉄に倣って採用する会社がある。「輸送」を「航空」に変えた変則版を採用するケースもある。

### 西日本旅客鉄道の安全憲章
一方で、西日本旅客鉄道（JR西日本）のように一旦廃止した事業者もあり、国鉄を起源に持つ事業者でもこれを掲げるかについては対応が分かれている。JR西日本の場合は「安全憲章」を2005年4月1日に制定したが、これは同社の安全推進部長の通達であり、「鉄道業務に直接携わる社員」のみを対象としており、しかも浸透を図った矢先にJR福知山線脱線事故が発生したため、同事故を契機に設けられた「安全諮問委員会」の中でも綱領として全社員に通達するよう提言されている。結果、事故後は、「安全に関わる社員の具体的行動指針」として以下の「安全憲章」が定められた。
（安全憲章前文）
私たちは、2005年4月25日に発生させた列車事故を決して忘れず、お客様のかけがえのない尊い命をお預かりしている責任を自覚し、安全の確保こそ最大の使命であるとの決意のもと、安全憲章を定めます。
1. 安全の確保は、規程の理解と遵守、執務の厳正および技術・技能の向上にはじまり、不断の努力によって築きあげられる。
2. 安全の確保に最も大切な行動は、 基本動作の実行、確認の励行および連絡の徹底である。
3. 安全の確保のためには、 組織や職責をこえて一致協力しなければならない。
4. 判断に迷ったときは、最も安全と認められる行動をとらなければならない。
5. 事故が発生した場合には、併発事故の阻止とお客様の救護がすべてに優先する。

なお、これとは別に安全訓も制定されている。また、JR西日本の富山港線から経営を引き継いだ富山ライトレール(現在は富山地方鉄道へ吸収合併)は国鉄版を採用していた。

### 公民鉄で採用されている安全綱領
一方で、多くの公営地下鉄、民鉄においては省令の安全要綱をそのまま使ったものが掲げられてきた。日本貨物鉄道（JR貨物）もこちらの安全綱領を採用している。
1. 安全の確保は、輸送の生命である。
2. 規程の遵守は、安全の基礎である。
3. 執務の厳正は、安全の要件である。

こうした綱領は、ホウレンソウ（報告、連絡、相談）、或いは建設業、製造業で良く用いられる4S運動、5Sなどと同様に、入社時に徹底して教育される。毎日の執務開始前の集合の際などに唱和する場合もある。
どちらの安全綱領（安全憲章）にせよ、採用している事業者では企業理念と共に、毎年発行される『安全報告書』の冒頭部分に明記されていることが多い。なお、他業種でも同種の憲章、規範が制定され、一般向けには安全報告書で掲示されている。医療界で同じ医療ミスが多発することと比較して鉄道界の安全綱領や運転適性検査などの仕組みを高評価し、ヒポクラテスの誓いなどと比較して議論する専門家も居る。

## 一般準則
1.規程の携帯
2.規定の理解
3.規定の遵守
4.作業の確実
5.連絡の徹底
6.確認の励行
7.運転状況の熟知
8.時計の整正
9.事故の防止
10.事故の処置
記事冒頭で述べたように大抵は省令をそのまま準用し10か条であるが、西武鉄道の場合は更に5か条を追加した15か条のものが使われている。このように、若干のバリエーションが存在する。